# Uromyces euryopsidicola
Uromyces euryopsidicola är en svampart som beskrevs av A.R. Wood & M. Scholler 2005. Uromyces euryopsidicola ingår i släktet Uromyces och familjen Pucciniaceae.   Inga underarter finns listade i Catalogue of Life.